# Atletismo nos Jogos Pan-Americanos de 1999 - 800 m masculino
As provas dos 800 m masculino nos Jogos Pan-Americanos de 1999 foram realizadas em 24 e 25 de julho de 1999. 

## Medalhistas
| Ouro                           | Prata                    | Bronze                    |
| Johnny Gray USA Estados Unidos | Norberto Téllez CUB Cuba | Zach Whitmarsh CAN Canadá |

## Resultados

### Eliminatórias
Classificação: Os dois primeiros de cada bateria (Q) e os dois próximos mais rápidos (q) classificaram à final.
| Posição | Eliminatória | Nome                | Nacionalidade      | Tempo   | Notas |
| ------- | ------------ | ------------------- | ------------------ | ------- | ----- |
| 1       | 1            | Johnny Gray         | USA Estados Unidos | 1:47.07 | Q     |
| 2       | 1            | Norberto Téllez     | CUB Cuba           | 1:47.35 | Q     |
| 3       | 1            | Mario Vernon-Watson | JAM Jamaica        | 1:47.64 | Q     |
| 3       | 2            | Trinity Townsend    | USA Estados Unidos | 1:47.64 | Q     |
| 5       | 2            | Zach Whitmarsh      | CAN Canadá         | 1:47.73 | Q     |
| 6       | 2            | Kenroy Levy         | JAM Jamaica        | 1:47.91 | Q     |
| 7       | 2            | Ian Roberts         | GUY Guiana         | 1:48.13 | q     |
| 8       | 1            | Darryl Fillion      | CAN Canadá         | 1:48.52 | q     |
| 9       | 2            | Milton Browne       | BAR Barbados       | 1:48.71 |       |
| 10      | 1            | Danielo Estefan     | URU Uruguai        | 1:50.94 |       |
| 11      | 2            | Terrance Armstrong  | BER Bermudas       | 1:51.09 |       |
| 12      | 2            | Chris Brown         | BAH Bahamas        | 1:51.91 |       |
| 13      | 1            | Jean-Marc Destine   | HAI Haiti          | DNF     |       |
| 14      | 1            | Hudson de Souza     | BRA Brasil         | DNS     |       |

### Final
| Posição          | Nome                | Nacionalidade      | Tempo   | Notas |
| ---------------- | ------------------- | ------------------ | ------- | ----- |
| Medalha de ouro  | Johnny Gray         | USA Estados Unidos | 1:45.38 | PR    |
| Medalha de prata | Norberto Téllez     | CUB Cuba           | 1:45.40 |       |
| 3                | Zach Whitmarsh      | CAN Canadá         | 1:45.94 |       |
| 4                | Kenroy Levy         | JAM Jamaica        | 1:46.86 |       |
| 5                | Darryl Fillion      | CAN Canadá         | 1:47.63 |       |
| 6                | Mario Vernon-Watson | JAM Jamaica        | 1:48.19 |       |
| 7                | Trinity Townsend    | USA Estados Unidos | 1:51.88 |       |
| 8                | Ian Roberts         | GUY Guiana         | 2:13.22 |       |